# Ashikaga Yoshikazu
Ashikaga Yoshikazu (足利 義量, 27 de agosto de 1407 – 17 de março de 1425) foi o quinto xogum do xogunato Ashikaga e governou entre 1423 e 1425 no Japão. Foi filho do quarto xogum Ashikaga Yoshimochi.
Seu pai abdicou a seu favor em 1423 quando tinha dezesseis anos, porém só pode governar por dois anos, antes de morrer. Já que faleceu sem deixar um sucessor, foi necessário esperar quatro anos para ser eleito o seu tio Ashikaga Yoshinori como o próximo xogu
| Precedido por Ashikaga Yoshimochi | -- 5° Xogun Muromachi 1423–1425 | Sucedido por Ashikaga Yoshinori |